# Кайо (Од)
Кайо́ (фр. Cailhau) — коммуна во Франции, находится в регионе Лангедок — Руссильон. Департамент коммуны — Од. Входит в состав кантона Алень. Округ коммуны — Лиму.
Код INSEE коммуны — 11058.

## Население
Население коммуны на 2008 год составляло 250 человек.
| 1962 | 1968 | 1975 | 1982 | 1990 | 1999 | 2008 |
| ---- | ---- | ---- | ---- | ---- | ---- | ---- |
| 265  | 282  | 261  | 251  | 219  | 231  | 250  |

## Экономика
В 2007 году среди 148 человек в трудоспособном возрасте (15—64 лет) 96 были экономически активными, 52 — неактивными (показатель активности — 64,9 %, в 1999 году было 62,3 %). Из 96 активных работали 81 человек (44 мужчины и 37 женщин), безработных было 15 (9 мужчин и 6 женщин). Среди 52 неактивных 10 человек были учениками или студентами, 20 — пенсионерами, 22 были неактивными по другим причинам.

## Достопримечательности
- Церковь Нотр-Дам-де-Пре
- Церковь Сен-Кристоф XIII—XIV веков (перестроена в XIX веке)
- Каменный крест 1645 года
- Каменный крест 1643 года